# Atmosphere (gruppo musicale)
Gli Atmosphere sono un gruppo hip hop statunitense, formato da:
- Slug, Sept Sev Seven, all'anagrafe Sean Daley: Prima che si formassero gli Atmosphere a Rochester, Minnesota, Sean era membro di un gruppo conosciuto come The Rhymesayers Collective, assieme a Stress, Siddiq Ali, e Spawn, Derek Turner. Slug si occupava del DJing, Stress e Spawn si occupavano delle liriche. Più tardi il gruppo cambiò nome in Urban Atmosphere, conquistando una certa notorietà nel mondo underground. Il gruppo successivamente si legò saldamente ad Ant, Anthony Davis. Slug successivamente appare nei nastri della serie HeadShots (1-7). Ogni nastro della serie contiene le prove di un componente del gruppo, e, nel nastro n°7 è visibile un tour de force di Slug, vero genio lirico dietro le pubblicazioni del gruppo Atmosphere.
- Ant, all'anagrafe Anthony Davis: produce il suo primo album intitolato Comparison, per Musab, precedentemente conosciuto con il nome di Beyond, ha contribuito a tutti gli album degli Atmosphere, e prodotto basi per gli album di diversi membri dell'etichetta Rhymesayers Entertainment. L'unico album degli Atmosphere che contiene produzioni ospiti è The Lucy Ford: The Atmosphere EP, che include Jel e Moodswing 9.  Più recentemente Ant ha pubblicato una serie di mixtape in due parti intitolata, Melodies And Memories, che raccoglie una serie di remix di canzoni di fine anni 1970 ed inizio anni 1980.
- Spawn, o Rek The Heavyweight, all'anagrafe Derek Turner: ha lasciato il gruppo successivamente alla pubblicazione di Overcast!.
- Mr. Dibbs, ufficialmente non fa parte del gruppo, è il DJ degli Atmosphere.

## Contenuti delle liriche
Le rime di Slug si concentrano principalmente sulle sue opinioni politiche, sulle donne e su esperienze fisiche ed emozionali. I brani più famosi descrivono le difficoltà di Slug e delle deprecabili relazioni con le donne, individuate di solito, sotto il nome di Lucy. Slug rappa anche su istanti, definiti come, "slice of life moments", in italiano: "fette di vita", ossia storie che raccontano, ad esempio, le vicende di un poliziotto in lotta contro il potere, Between The Lines, di un lavoratore di un discount stanco dell'orario 9-17, della vita sentimentale di una donna, The Woman With The Tattooed Hands. Diversi dischi degli Atmosphere sono considerati degli esempi di conscious rap ed Emo rap.

## Collaborazioni
Ha anche pubblicato due album con Murs del gruppo Living Legends. L'idea per Felt: A Tribute to Christina Ricci (2002), il loro primo disco come duo, è nata durante un tour: i due hanno inciso il disco con l'intenzione di dare ulteriore visibilità al caso Ricci, dedicando all'attrice l'intero album, prodotto da "The Grouch" dei Living Legends. Nel 2005 pubblicano la loro seconda collaborazione, Felt Vol. 2: A Tribute to Lisa Bonet, disco prodotto da Ant.
Slug ha collaborato con altri rapper, come Brother Ali, Vakill, P.O.S, X-Ecutioners, Blueprint, Jean Grae, Static & Nat Ill, Booka B e per diversi prodotti dei Living Legends.

## Discografia

### Album in studio
- 1997 - Overcast!
- 2002 - God Loves Ugly
- 2003 - Seven's Travels
- 2005 - You Can't Imagine How Much Fun We're Having
- 2008 - When Life Gives You Lemons, You Paint That Shit Gold
- 2011 - The Family Sign
- 2014 - Southsiders
- 2016 - Fishing Blues
- 2018 - Mi Vida Local
- 2023 - So Many Realities Exist Simultaneously

### EPs
- 1997 - Overcast! EP
- 2000 - Ford One
- 2000 - Ford Two
- 2001 - The Lucy EP
- 2007 - Strictly Leakage
- 2009 - Leak at Will
- 2010 - To All My Friends, Blood Makes the Blade Holy: The Atmosphere EP's
- 2013 - Demosexual 7
- 2014 - The Lake Nokomis Maxi Single
- 2016 - Frida Kahlo vs. Ezra Pound

### Raccolte
- 2001 - Lucy Ford: The Atmosphere EP's

### Sad Clown Bad Dub Series
- 1999 - Sad Clown Bad Dub
- 2000 - Sad Clown Bad Dub II
- 2002 - Sad Clown Bad Dub 3
- 2002 - Sad Clown Bad Dub 4 DVD
- 2003 - Sad Clown Bad Dub 5
- 2003 - Sad Clown Bad Dub 6
- 2003 - Random Vol. 3/Sad Clown Bad Dub 7
- 2006 - Happy Clown Bad Dub 8/Fun EP
- 2007 - Sad Clown Bad Summer 9
- 2007 - Sad Clown Bad Fall 10
- 2007 - Sad Clown Bad Winter 11
- 2008 - Sad Clown Bad Spring 12
- 2008 - Sad Clown Bad Dub 13 DVD

### Singoli
- They Lied (1998)
- Uptown Jesus (2002)
- GodLovesUgly (2002)
- Cats Van Bags (2003)
- Trying To Find A Balance (2003)
- National Disgrace (2004)
- Watch Out (2005)
- Say Hey There (2006)